# TXN (Sendergruppe)

Logo

TX Network (kurz: TXN) ist eine kommerzielle Fernsehsendergruppe in Japan, die zu Nihon Keizai Shimbun gehört.

## Geschichte
Der Sender Tokyo Channel 12 ging 1968 fast in Konkurs. Damals wurde eine Fernsehproduktionsgesellschaft gegründet, wobei zwei Unternehmen, die Wirtschaftszeitung Nihon Keizai Shimbun und das Mainichi Broadcasting System, eine zentrale Rolle bei der Investition spielten. Zu dieser Zeit war MBS mit NET TV (heute TV Asahi) verbunden, das im Oktober 1969 auf Wunsch von Nikkei ein Cross-Networking mit Tokyo Channel 12 und NET durchführte. Beide Kanäle starteten ein Koproduktionsprogramm, indem sie z. B. gegenseitig die Programme beider Sender lieferten. Die Beziehung zwischen MBS und Tokyo Channel 12 endete jedoch am 31. März 1975, als MBS und ABC aufgekauft wurden. Tokyo Channel 12 wurde ein unabhängiger Sender und blieb dies bis Anfang der 80er Jahre. Am 1. März 1982, wurde TV Osaka (TVO) der erste Partnersender des späteren Sendernetzes von TV Tokyo. Das neue Netzwerk wurde Mega TON Network genannt. Obwohl „Mega TON“ zunächst für „Megalopolis Tokyo-Osaka Network“ stand, bedeutete das „N“ auch Nagoya, wo eine dritte Station geplant war. TV Aichi (TVA) nahm am 1. September 1983 den Sendebetrieb auf. Am 1. Oktober 1985 nahm ein vierter Sender mit dem Namen TV Setouchi (TSC) den Sendebetrieb auf, der Okayama und Kagawa abdeckte (das Setouchi-Quasigebiet). Aufgrund der Expansion änderte der Sender am 1. April 1989 seinen Namen in TXN Network (TXN). Zur gleichen Zeit erhielt TV Tokyo die Abkürzung TX aus den Rufnamen des Senders. Television Hokkaido in Hokkaido und TVQ Kyushu Broadcasting in Fukuoka nahmen 1989 bzw. 1991 den Sendebetrieb auf.

## Sender
Zu TXN gehören:
- TV Tokyo
- TV Ōsaka
- Aichi Television Broadcasting
- TVQ Kyushu Broadcasting
- Television Hokkaido
- TV Setouchi